# New York Military Academy
New York Military Academy er en privat kostskole. Den blev grundlagt i 1889, og er beliggende i Cornwall, Orange County, 97 km nord for New York City.

## Kendte elever
- Francis Ford Coppola
- Stephen Sondheim
- Donald Trump
- Spencer Tunick